# 茅ヶ崎リハビリテーション専門学校
茅ヶ崎リハビリテーション専門学校（ちがさきりはびりてーしょんせんもんがっこう）は、神奈川県茅ヶ崎市にある私立の専門学校。運営母体は、学校法人湘南ふれあい学園。

## 沿革
- 1998年（平成10年）4月 - 開校。[1]
- 2000年（平成12年）4月 - 社会福祉専攻科開設。
- 2006年（平成18年）4月 - 社会福祉学科を精神社会福祉学科と改称。
- 2012年（平成24年）4月 - 言語聴覚学科2年制（大卒対象）開設。

## 科目
- 理学療法学科（4年制）
- 作業療法学科（4年制）
- 言語聴覚学科（2年制）

## 付帯教育
- 社会福祉専攻科（社会福祉士一般養成施設１年６ヶ月）
- 介護職員実務者研修